# 狩野柳雪
狩野柳雪（かのうりゅうせつ、正保4年（1647年）頃 - 正徳2年8月27日（1712年））は、江戸時代に活躍した狩野派（江戸狩野）の日本画家。諱は秀信。号を柳雪、柳雪斎。通称に内匠、外記。号と諱を合わせて狩野柳雪秀信とも呼ばれる。江戸の築地小田原町（現在の中央区築地6丁目-7丁目に相当）生まれ。父は狩野大学氏信、弟は狩野梅雲為信。

## 経歴
築地小田原町狩野家は狩野松栄の門人だった狩野宗心種永を祖とする狩野派で表絵師十二家の一つ。この画系は、狩野内匠種信、狩野左近種次、狩野氏信と続き、柳雪はその5代目。生年は、正保3年（1646年）説などもある。京都御所、江戸城本丸及び西ノ丸などで障壁画を制作した。跡は息子の狩野柳伯定信が継いだ。ほかの息子に御廊下番の柳円久信がいる。

## 作品
| 作品名             | 技法         | 形状・員数 | 寸法（縦x横cm） | 所有者               | 年代       | 落款・印章                                                      | 備考 |
| ------------------ | ------------ | ---------- | --------------- | -------------------- | ---------- | --------------------------------------------------------------- | ---- |
| 春日若宮御祭図屏風 | 紙本金地著色 | 六曲一双   | 161.5x372.1     | プライスコレクション | 元禄年間頃 | 款記「狩野柳雪筆」/「柳雪」白文瓢印・「藤原之印」白文方印       |      |
| 源氏物語絵巻       | 絹本著色     | 2巻        | 37.3x約232      | 大英博物館           |            |                                                                 |      |
| 四季唐子遊図巻     | 絹本著色     | 1巻        | 34.1x536.1      | 仁和寺               |            | 款記「狩野柳雪筆」/「狩野柳雪」白文長方印・「秀信之印」白文方印 |      |

## 参考資料
- 山下裕二監修 安村敏信 山本英男 山下善也執筆 『別冊太陽 狩野派決定版』 平凡社〈別冊太陽〉、2004年9月、ISBN 978-4-5829-2131-1
- 安村敏信 『もっと知りたい狩野派　探幽と江戸狩野派』 東京美術、2006年12月、ISBN 978-4-8087-0815-3